# Nippocryptus himalayensis
Nippocryptus himalayensis là một loài tò vò trong họ Ichneumonidae.